# 金色单胞菌属
金色单胞菌属為假单胞菌目假单胞菌科的一属好氧或兼性厌氧发酵型革兰氏阴性杆菌。杆状菌。未在普通环境中检出，是人和其他温血动物的寄生菌或共生菌，并常常成为致病的病原菌。此属的模式种为多毛金色单胞菌(Chryseomonas polytricha)。
正名应为假单胞菌属 Pseudomonas Migula 1894。

## 下属物种
- 浅黄金色单胞菌 Chryseomonas luteola (Kodama et al. 1985) Holmes et al. 1987
- 多毛金色单胞菌 Chryseomonas polytricha Holmes et al. 1986